# 20 км
20 км (рос. 20 км) — селище у складі Гур'євського округу Кемеровської області, Росія.

## Населення
Населення — 45 осіб (2010; 60 у 2002).
Національний склад (станом на 2002 рік):
- телеути — 57 %
- росіяни — 43 %